# Chione (figlia di Borea)
Chione (in greco antico: Χιόνη?, Chiónē, da χιών khiṑn, "neve") è un personaggio della mitologia greca e corrisponde alla divinità della neve.

## Genealogia
Figlia di Borea e di Orizia, sorella di Zete, Sebone, Calaide e Cleopatra. 

## Mitologia
Fu amata da Poseidone che la rese incinta di Eumolpo, bambino di cui nascose la gravidanza e che gettò in mare dopo il parto. Eumolpo fu poi salvato dallo stesso Poseidone e dato a Bentesicima perché lo crescesse in Etiopia.
Eliano racconta di un'altra Chione che fu moglie di Borea e da cui ebbe i tre Iperborei.
Dopo la sua morte si pensa che si sia reincarnata nel corpo di suo fratello minore Sebone, che ne diventó il suo erede prendendo l'epiteto de "Il dio delle nevi".